# Roberto Gusmeroli
Roberto Gusmeroli, né le 18 octobre 1966 à Morbegno, est un coureur cycliste italien.

## Biographie
Roberto Gusmeroli devient professionnel en 1989 et le reste jusqu'en 1994. Il remporte une seule victoire au cours de sa carrière.

## Palmarès
- 1989
  - 3e du Tour du Frioul
- 1990
  - Trofeo dello Scalatore
- 1991
  - 3e de la Coppa Agostoni

## Résultats sur les grands tours

### Tour de France
2 participations
- 1990 : 76e
- 1991 : 131e

### Tour d'Italie
3 participations
- 1991 : 31e
- 1992 : 63e
- 1993 : 45e